# Élections cantonales de 1945 dans le Finistère
Les élections cantonales françaises de 1945 ont eu lieu les 23 septembre 1945 et 30 septembre 1945.

## Assemblée départementale sortante
| Parti                                            | Sigle    | Élus |
| ------------------------------------------------ | -------- | ---- |
| Majorité (24 sièges)                             |          |      |
| Parti républicain, radical et radical-socialiste | Rad-Soc  | 13   |
| Radicaux indépendants                            | Rad.ind  | 5    |
| Section française de l'Internationale ouvrière   | SFIO     | 4    |
| Parti communiste français                        | PCF      | 1    |
| Socialistes indépendants                         | Soc.ind  | 1    |
| Opposition (19 sièges)                           |          |      |
| Fédération républicaine                          | URD      | 13   |
| Conservateur                                     | Conserv. | 4    |
| Parti démocrate populaire                        | PDP      | 2    |
| Président du conseil général                     |          |      |
| Ferdinand Lancien (Rad-Soc)                      |          |      |

## Assemblée départementale élue
Le conseil général du Finistère change de majorité, Ferdinand Lancien le président sortant radical-socialiste ne s'est pas représenté (il a voté les pleins pouvoirs à Pétain). La gauche laïque d'avant guerre perd la présidence au profit du démocrate-chrétien (MRP) Yves Jaouen.
| Parti                                             | Sigle   | Élus |
| ------------------------------------------------- | ------- | ---- |
| Majorité (25 sièges)                              |         |      |
| Mouvement républicain populaire                   | MRP     | 15   |
| Fédération républicaine                           | URD     | 4    |
| Radicaux indépendants-Républicains indépendants   | Ind.    | 4    |
| Union démocratique et socialiste de la résistance | UDSR    | 1    |
| Opposition (18 sièges)                            |         |      |
| Parti républicain, radical et radical-socialiste  | Rad-Soc | 8    |
| Section française de l'Internationale ouvrière    | SFIO    | 6    |
| Parti communiste français                         | PCF     | 4    |
| Président du conseil général                      |         |      |
| Yves Jaouen (MRP)                                 |         |      |

## Résultats par canton

### Canton de Brest-1
Mr Victor Pierre Le Gorgeu (Rad-Soc), élu pour la première fois en 1931 ne se représente pas.
| Candidats | Candidats          | Étiquette   | Premier tour | Premier tour | Second tour | Second tour |
| Candidats | Candidats          | Étiquette   | Voix         | %            | Voix        | %           |
| --------- | ------------------ | ----------- | ------------ | ------------ | ----------- | ----------- |
|           | Emmanuel Fouyet    | MRP         | 1 235        | 30.18        | 3 501       | 52.12       |
|           | Albert Jaouen      | PCF         | 1 153        | 28.18        | 2 209       | 47.78       |
|           | Guillaume Messager | SFIO        | 997          | 24.37        |             |             |
|           | Jeanne Daoulas     | Ind.        | 442          | 10.80        |             |             |
|           | Auguste Bergot     | Rad-Soc (*) | 262          | 6.40         |             |             |
|           |                    |             |              |              |             |             |
| Inscrits  | Inscrits           | Inscrits    | 10 775       |              | 10 889      |             |
| Votants   | Votants            | Votants     | 4 210        | 39.07        | 4 729       | 43.43       |
| Exprimés  | Exprimés           | Exprimés    | 4 092        | 97.20        | 4 622       | 97.74       |

*sortant

### Canton de Brest-2
| Candidats | Candidats        | Étiquette | Premier tour | Premier tour | Second tour | Second tour |
| Candidats | Candidats        | Étiquette | Voix         | %            | Voix        | %           |
| --------- | ---------------- | --------- | ------------ | ------------ | ----------- | ----------- |
|           | Yves Jaouen *    | MRP       | 5 784        | 46.49        | 8 101       | 58.00       |
|           | Émile Causeur    | PCF       | 2 922        | 23.49        | 5 864       | 42.00       |
|           | François Le Lann | SFIO      | 2 299        | 18.48        |             |             |
|           | Auguste Kervern  | Rép.Ind   | 1 431        | 11.50        |             |             |
|           |                  |           |              |              |             |             |
| Inscrits  | Inscrits         | Inscrits  | 25 208       |              | 25 588      |             |
| Votants   | Votants          | Votants   | 12 755       | 50.60        | 14 208      | 55.53       |
| Exprimés  | Exprimés         | Exprimés  | 12 441       | 97.54        | 13 967      | 98.30       |

*sortant

### Canton de Brest-3
| Candidats | Candidats     | Étiquette | Premier tour | Premier tour | Second tour | Second tour |
| Candidats | Candidats     | Étiquette | Voix         | %            | Voix        | %           |
| --------- | ------------- | --------- | ------------ | ------------ | ----------- | ----------- |
|           | Michel Floch  | MRP       | 2 169        | 45.55        | 2 580       | 46.19       |
|           | Jean Julien * | SFIO      | 1 860        | 39.06        | 3 006       | 53.81       |
|           | Renée Riou    | PCF       | 730          | 15.33        |             |             |
|           |               |           |              |              |             |             |
| Inscrits  | Inscrits      | Inscrits  | 10 564       |              | 10 717      |             |
| Votants   | Votants       | Votants   | 4 846        | 45.87        | 5 649       | 52.71       |
| Exprimés  | Exprimés      | Exprimés  | 4 762        | 98.27        | 5 586       | 98.88       |

*sortant

### Canton de Saint-Renan
|          | Paul Lareur | MRP      | 6 249  | 95.11 |  |  |
|          |             |          |        |       |  |  |
| Inscrits | Inscrits    | Inscrits | 10 743 |       |  |  |
| Votants  | Votants     | Votants  | 6 570  | 61.16 |  |  |
| Exprimés | Exprimés    | Exprimés | 6 254  | 95.19 |  |  |

*sortant

### Canton de Lannilis
|          | Jean Audren de Kerdrel | Rép.Ind  | 5 639 | 92.04 |  |  |
|          | Eugène Cornec          | PCF      | 487   | 7.96  |  |  |
|          |                        |          |       |       |  |  |
| Inscrits | Inscrits               | Inscrits | 9 756 |       |  |  |
| Votants  | Votants                | Votants  | 6 311 | 64.69 |  |  |
| Exprimés | Exprimés               | Exprimés | 6 127 | 97.08 |  |  |

*sortant

### Canton de Landerneau
| Candidats | Candidats               | Étiquette | Premier tour | Premier tour | Second tour | Second tour |
| Candidats | Candidats               | Étiquette | Voix         | %            | Voix        | %           |
| --------- | ----------------------- | --------- | ------------ | ------------ | ----------- | ----------- |
|           | Jean-Louis Rolland      | SFIO      | 3 966        | 32.77        | 6 926       | 54.01       |
|           | Bertrand de L'Hôpital * | Rép.Ind   | 3 770        | 31.15        | 5 888       | 45.99       |
|           | André Berthou           | MRP       | 3 768        | 22.87        |             |             |
|           | Pierre Corcuff          | PCF       | 1 597        | 13.20        |             |             |
|           |                         |           |              |              |             |             |
| Inscrits  | Inscrits                | Inscrits  | 18 071       |              | 18 111      |             |
| Votants   | Votants                 | Votants   | 12 327       | 68.21        | 12 933      | 71.41       |
| Exprimés  | Exprimés                | Exprimés  | 12 102       | 98.17        | 12 823      | 99.15       |

*sortant

### Canton de Plabennec
|          | Gabriel de Poulpiquet | URD      | 4 297 | 68.26 |  |  |
|          | Saïk Ar Gall          | MRP      | 1 767 | 28.07 |  |  |
|          | Claude Vourch         | PCF      | 221   | 3.51  |  |  |
|          |                       |          |       |       |  |  |
| Inscrits | Inscrits              | Inscrits | 8 402 |       |  |  |
| Votants  | Votants               | Votants  | 6 427 | 76.49 |  |  |
| Exprimés | Exprimés              | Exprimés | 6 295 | 97.95 |  |  |

*sortant

### Canton d'Ouessant
|          | Anthony Gonin * | Rad.ind  | 896   | 78.18 |  |  |
|          |                 |          |       |       |  |  |
| Inscrits | Inscrits        | Inscrits | 1 630 |       |  |  |
| Votants  | Votants         | Votants  | 1 146 | 70.31 |  |  |
| Exprimés | Exprimés        | Exprimés | 896   | 78.18 |  |  |

*sortant

### Canton de Ploudiry
|          | Marcel Boucher * | URD      | 1 548 | 73.78 |  |  |
|          | Joseph Lejeune   | PCF      | 540   | 26.22 |  |  |
|          |                  |          |       |       |  |  |
| Inscrits | Inscrits         | Inscrits | 3 026 |       |  |  |
| Votants  | Votants          | Votants  | 2 158 | 71.32 |  |  |
| Exprimés | Exprimés         | Exprimés | 2 098 | 97.22 |  |  |

*sortant

### Canton de Daoulas
|          | Louis Castel   | Rép.Gaull. | 5 310  | 67.16 |  |  |
|          | Jean Romeur    | SFIO       | 1 516  | 19.17 |  |  |
|          | Joseph Le Gall | PCF        | 1 069  | 13.52 |  |  |
|          |                |            |        |       |  |  |
| Inscrits | Inscrits       | Inscrits   | 12 973 |       |  |  |
| Votants  | Votants        | Votants    | 8 000  | 61.67 |  |  |
| Exprimés | Exprimés       | Exprimés   | 7 907  | 98.84 |  |  |

*sortant

### Canton de Ploudalmézeau
|          | Yves Pellé       | MRP      | 3 684 | 57.19 |  |  |
|          | Amédée Le Meur * | URD      | 1 450 | 21.97 |  |  |
|          | Auguste L'Hostis | PSF      | 1 002 | 15.55 |  |  |
|          | Guillaume Riou   | PCF      | 303   | 4.70  |  |  |
|          |                  |          |       |       |  |  |
| Inscrits | Inscrits         | Inscrits | 9 895 |       |  |  |
| Votants  | Votants          | Votants  | 6 599 | 66.69 |  |  |
| Exprimés | Exprimés         | Exprimés | 6 442 | 97.62 |  |  |

*sortant

### Canton de Lesneven
| Candidats | Candidats          | Étiquette | Premier tour | Premier tour | Second tour | Second tour |
| Candidats | Candidats          | Étiquette | Voix         | %            | Voix        | %           |
| --------- | ------------------ | --------- | ------------ | ------------ | ----------- | ----------- |
|           | Fernand Le Corre * | Rép.Ind   | 3 826        | 46.03        | 4 437       | 51.53       |
|           | Jean Vérine        | PSF       | 3 479        | 41.86        | 3 393       | 39.41       |
|           | Armand Kéravel     | PCF       | 991          | 11.92        | 780         | 9.06        |
|           |                    |           |              |              |             |             |
| Inscrits  | Inscrits           | Inscrits  | 12 463       |              | 12 468      |             |
| Votants   | Votants            | Votants   | 8 681        | 69.65        | 8 782       | 70.44       |
| Exprimés  | Exprimés           | Exprimés  | 8 312        | 95.75        | 8 610       | 98.04       |

*sortant

### Canton de Morlaix
Guy Le Normand (SFIO), élu en 1937 est mort tué par des résistants en 1944.
| Candidats | Candidats              | Étiquette | Premier tour | Premier tour | Second tour | Second tour |
| Candidats | Candidats              | Étiquette | Voix         | %            | Voix        | %           |
| --------- | ---------------------- | --------- | ------------ | ------------ | ----------- | ----------- |
|           | Jules Hippolyte Masson | SFIO      | 3 556        | 32.32        | 6 825       | 62.08       |
|           | Jean Le Duc            | MRP       | 3 523        | 32.02        | 4 168       | 37.92       |
|           | François Herry         | PCF       | 3 027        | 27.52        |             |             |
|           | Jean Kerrien           | Rad-Soc   | 832          | 7.56         |             |             |
|           | Émile Frelin           | Rép.Ind   | 63           | 0.57         |             |             |
|           |                        |           |              |              |             |             |
| Inscrits  | Inscrits               | Inscrits  | 15 595       |              | 15 616      |             |
| Votants   | Votants                | Votants   | 11 101       | 71.18        | 11 060      | 70.82       |
| Exprimés  | Exprimés               | Exprimés  | 11 001       | 99.10        | 10 993      | 99.39       |

*sortant

### Canton de Lanmeur
|          | François Tanguy-Prigent | SFIO     | 4 131 | 77.52 |  |  |
|          | Jean Coat               | PCF      | 1 097 | 20.59 |  |  |
|          |                         |          |       |       |  |  |
| Inscrits | Inscrits                | Inscrits | 8 497 |       |  |  |
| Votants  | Votants                 | Votants  | 5 929 | 69.78 |  |  |
| Exprimés | Exprimés                | Exprimés | 5 329 | 89.88 |  |  |

*sortant

### Canton de Fouesnant
|          | Jean-Louis Yvonnou * | Rad.ind  | 2 779 | 50.43 |  |  |
|          | Pierre Glérant       | PCF      | 2 722 | 49.39 |  |  |
|          |                      |          |       |       |  |  |
| Inscrits | Inscrits             | Inscrits | 7 575 |       |  |  |
| Votants  | Votants              | Votants  | 5 683 | 75.02 |  |  |
| Exprimés | Exprimés             | Exprimés | 5 511 | 96.97 |  |  |

*sortant

### Canton de Douarnenez
François Halna du Frétay (URD) ne se représente pas.
| Candidats | Candidats       | Étiquette | Premier tour | Premier tour | Second tour | Second tour |
| Candidats | Candidats       | Étiquette | Voix         | %            | Voix        | %           |
| --------- | --------------- | --------- | ------------ | ------------ | ----------- | ----------- |
|           | Xavier Trellu   | MRP       | 7 062        | 49.44        | 7 939       | 53.39       |
|           | Joseph Pencalet | PCF       | 5 064        | 35.45        | 6 930       | 46.60       |
|           | Louis Faou      | SFIO      | 2 159        | 15.11        |             |             |
|           |                 |           |              |              |             |             |
| Inscrits  | Inscrits        | Inscrits  | 19 182       |              | 19 215      |             |
| Votants   | Votants         | Votants   | 14 397       | 75.05        | 14 957      | 77.84       |
| Exprimés  | Exprimés        | Exprimés  | 14 284       | 99.22        | 14 870      | 99.42       |

*sortant

### Canton de Concarneau
Pierre Guéguin seul conseiller général  PCF d'avant guerre, est mort fusillé par les  autorités allemandes à Châteaubriant en 1941.
| Candidats | Candidats          | Étiquette | Premier tour | Premier tour | Second tour | Second tour |
| Candidats | Candidats          | Étiquette | Voix         | %            | Voix        | %           |
| --------- | ------------------ | --------- | ------------ | ------------ | ----------- | ----------- |
|           | Robert Jan         | PCF (*)   | 3 899        | 46.97        | 4 855       | 57.94       |
|           | Germain Gaiffas    | MRP       | 2 626        | 31.63        |             |             |
|           | Germain Bourdon    | MRP       |              |              | 3 525       | 42.06       |
|           | Pierre Le Coroller | SFIO      | 1 776        | 21.40        |             |             |
|           |                    |           |              |              |             |             |
| Inscrits  | Inscrits           | Inscrits  | 12 362       |              | 12 531      |             |
| Votants   | Votants            | Votants   | 8 349        | 67.54        | 8 464       | 67.54       |
| Exprimés  | Exprimés           | Exprimés  | 8 301        | 99.43        | 8 380       | 99.01       |

*sortant

### Canton de Pont-Croix
Jean Perrot (Rad-Soc) élu une première fois en 1928 ne se représente pas.
| Candidats | Candidats         | Étiquette | Premier tour | Premier tour | Second tour | Second tour |
| Candidats | Candidats         | Étiquette | Voix         | %            | Voix        | %           |
| --------- | ----------------- | --------- | ------------ | ------------ | ----------- | ----------- |
|           | Yves Quellec      | MRP       | 6 602        | 48.58        | 7 605       | 51.79       |
|           | Alain Cariou      | PCF       | 4 800        | 35.32        | 7 079       | 48.21       |
|           | Albert Kérourédan | SFIO      | 2 188        | 16.10        |             |             |
|           |                   |           |              |              |             |             |
| Inscrits  | Inscrits          | Inscrits  | 19 855       |              | 19 876      |             |
| Votants   | Votants           | Votants   | 13 685       | 68.92        | 14 778      | 74.35       |
| Exprimés  | Exprimés          | Exprimés  | 13 590       | 99.31        | 14 684      | 99.36       |

*sortant

### Canton de Pont-l'Abbé
Jacques Queinnec (URD) ne se représente pas.
| Candidats | Candidats            | Étiquette | Premier tour | Premier tour | Second tour | Second tour |
| Candidats | Candidats            | Étiquette | Voix         | %            | Voix        | %           |
| --------- | -------------------- | --------- | ------------ | ------------ | ----------- | ----------- |
|           | Jean Lavalou         | MRP       | 7 669        | 41.59        | 9 314       | 47.67       |
|           | Jean-Désiré Larnicol | PCF       | 7 638        | 41.42        | 10 219      | 52.31       |
|           | Jean Le Brun         | SFIO      | 3 130        | 16.97        |             |             |
|           |                      |           |              |              |             |             |
| Inscrits  | Inscrits             | Inscrits  | 24 603       |              | 24 603      |             |
| Votants   | Votants              | Votants   | 18 604       | 75.62        | 19 743      | 80.25       |
| Exprimés  | Exprimés             | Exprimés  | 18 439       | 99.11        | 19 537      | 98.96       |

*sortant

### Canton de Plogastel-Saint-Germain
André Foy (URD) ne se représente pas.
| Candidats | Candidats       | Étiquette | Premier tour | Premier tour | Second tour | Second tour |
| Candidats | Candidats       | Étiquette | Voix         | %            | Voix        | %           |
| --------- | --------------- | --------- | ------------ | ------------ | ----------- | ----------- |
|           | Corentin Hénaff | URD (*)   | 5 178        | 48.53        | 5 698       | 49.61       |
|           | Albert Le Bail  | Rad-Soc   | 3 020        | 28.30        | 5 784       | 50.36       |
|           | Henri Bourdon   | PCF       | 1 687        | 15.81        |             |             |
|           | Jean Bounoure   | SFIO      | 773          | 7.24         |             |             |
|           |                 |           |              |              |             |             |
| Inscrits  | Inscrits        | Inscrits  | 13 906       |              | 13 922      |             |
| Votants   | Votants         | Votants   | 10 817       | 77.79        | 11 592      | 83.26       |
| Exprimés  | Exprimés        | Exprimés  | 10 670       | 98.64        | 11 486      | 99.09       |

*sortant

### Canton de Briec
Hervé Merour (URD), ne se représente pas. 
|          | Yves Le Page   | MRP      | 2 598 | 55.98 |  |  |
|          | Hervé Pétillon | Rad-Soc  | 2 043 | 44.02 |  |  |
|          |                |          |       |       |  |  |
| Inscrits | Inscrits       | Inscrits | 5 974 |       |  |  |
| Votants  | Votants        | Votants  | 4 674 | 78.24 |  |  |
| Exprimés | Exprimés       | Exprimés | 4 641 | 99.29 |  |  |

*sortant

### Canton de Châteaulin
Noël L'Haridon (Rad-Soc), ne se représente pas. 
|          | Antoine Vourc'h  | MRP      | 5 403  | 52.16 |  |  |
|          | Hervé Mao        | SFIO     | 2 555  | 24.67 |  |  |
|          | Charles Gourcuff | PCF      | 2 400  | 23.17 |  |  |
|          |                  |          |        |       |  |  |
| Inscrits | Inscrits         | Inscrits | 14 070 |       |  |  |
| Votants  | Votants          | Votants  | 10 459 | 74.34 |  |  |
| Exprimés | Exprimés         | Exprimés | 10 358 | 99.03 |  |  |

*sortant

### Canton de Crozon
| Candidats | Candidats            | Étiquette | Premier tour | Premier tour | Second tour | Second tour |
| Candidats | Candidats            | Étiquette | Voix         | %            | Voix        | %           |
| --------- | -------------------- | --------- | ------------ | ------------ | ----------- | ----------- |
|           | Louis Jacquin        | MRP       | 3 071        | 45.70        | 3 613       | 48.69       |
|           | Henri Kéranguyader * | Rad.ind   | 1 968        | 29.29        | 3 811       | 51.36       |
|           | Jean-Louis Lagathu   | PCF       | 1 006        | 14.97        |             |             |
|           | Charles Cabon        | SFIO      | 674          | 10.03        |             |             |
|           |                      |           |              |              |             |             |
| Inscrits  | Inscrits             | Inscrits  | 12 673       |              | 12 689      |             |
| Votants   | Votants              | Votants   | 6 766        | 53.39        | 7 461       | 58.80       |
| Exprimés  | Exprimés             | Exprimés  | 6 720        | 99.32        | 7 420       | 99.45       |

*sortant

### Canton de Carhaix-Plouguer
Ferdinand Lancien (Rad-Soc), président sortant du conseil général ne se représente pas. 
| Candidats | Candidats          | Étiquette | Premier tour | Premier tour | Second tour | Second tour |
| Candidats | Candidats          | Étiquette | Voix         | %            | Voix        | %           |
| --------- | ------------------ | --------- | ------------ | ------------ | ----------- | ----------- |
|           | Pierre Postollec   | SFIO      | 3 808        | 49.14        | 5 385       | 70.67       |
|           | Henri Cassagnabère | MRP       | 2 204        | 28.44        | 2 234       | 29.32       |
|           | Louis Hernot       | PCF       | 1 736        | 22.40        |             |             |
|           |                    |           |              |              |             |             |
| Inscrits  | Inscrits           | Inscrits  | 11 455       |              | 11 455      |             |
| Votants   | Votants            | Votants   | 7 805        | 68.14        | 7 655       | 66.83       |
| Exprimés  | Exprimés           | Exprimés  | 7 749        | 99.28        | 7 620       | 99.54       |

*sortant

### Canton du Faou
|          | Yves Bourhis * | Rad-Soc  | 2 216 | 70.69 |  |  |
|          | Albert Quénaou | PCF      | 682   | 21.75 |  |  |
|          | Pierre Lamer   | SFIO     | 254   | 8.10  |  |  |
|          |                |          |       |       |  |  |
| Inscrits | Inscrits       | Inscrits | 4 724 |       |  |  |
| Votants  | Votants        | Votants  | 3 206 | 67.87 |  |  |
| Exprimés | Exprimés       | Exprimés | 3 135 | 97.79 |  |  |

*sortant

### Canton de Châteauneuf-du-Faou
Joseph Le Derrien (Rad-Soc), ne se représente pas. 
| Candidats | Candidats        | Étiquette | Premier tour | Premier tour | Second tour | Second tour |
| Candidats | Candidats        | Étiquette | Voix         | %            | Voix        | %           |
| --------- | ---------------- | --------- | ------------ | ------------ | ----------- | ----------- |
|           | Yves Blanchard   | PCF       | 3 092        | 36.09        | 5 096       | 55.85       |
|           | Germain Branquec | MRP       | 3 026        | 35.32        | 4 031       | 44.18       |
|           | Pierre Le Bihan  | SFIO      | 2 449        | 28.59        |             |             |
|           |                  |           |              |              |             |             |
| Inscrits  | Inscrits         | Inscrits  | 13 442       |              | 13 436      |             |
| Votants   | Votants          | Votants   | 8 625        | 64.16        | 9 253       | 68.87       |
| Exprimés  | Exprimés         | Exprimés  | 8 567        | 99.33        | 9 124       | 98.61       |

*sortant

### Canton d'Huelgoat
|          | Alphonse Penven    | PCF      | 2 651 | 55.63 |  |  |
|          | Pierre Blanchard * | SFIO     | 2 110 | 44.28 |  |  |
|          |                    |          |       |       |  |  |
| Inscrits | Inscrits           | Inscrits | 8 296 |       |  |  |
| Votants  | Votants            | Votants  | 4 902 | 59.09 |  |  |
| Exprimés | Exprimés           | Exprimés | 4 765 | 97.21 |  |  |

*sortant

### Canton de Pleyben
Jean-François Berthélémé (URD), ne se représente pas. 
| Candidats | Candidats     | Étiquette | Premier tour | Premier tour | Second tour | Second tour |
| Candidats | Candidats     | Étiquette | Voix         | %            | Voix        | %           |
| --------- | ------------- | --------- | ------------ | ------------ | ----------- | ----------- |
|           | Henri Rolland | MRP       | 2 815        | 47.61        | 3 999       | 59.69       |
|           | Hervé Grall   | SFIO      | 1 831        | 30.97        | 2 700       | 40.31       |
|           | Jean Le Baut  | PCF       | 1 266        | 21.41        |             |             |
|           |               |           |              |              |             |             |
| Inscrits  | Inscrits      | Inscrits  | 9 799        |              | 9 799       |             |
| Votants   | Votants       | Votants   | 6 092        | 62.17        | 6 746       | 68.84       |
| Exprimés  | Exprimés      | Exprimés  | 5 913        | 97.06        | 6 700       | 99.32       |

*sortant

### Canton de Taulé
François Guillou (Rép.G) ne se représente pas.
| Candidats | Candidats       | Étiquette | Premier tour | Premier tour | Second tour | Second tour |
| Candidats | Candidats       | Étiquette | Voix         | %            | Voix        | %           |
| --------- | --------------- | --------- | ------------ | ------------ | ----------- | ----------- |
|           | Louis Bellec    | MRP       | 1 908        | 37.31        | 2 228       | 42.62       |
|           | Jean-Yves Corre | Rép.soc   | 1 610        | 31.48        | 2 998       | 57.35       |
|           | Hervé Guillerm  | SFIO      | 1 294        | 25.30        |             |             |
|           | Jacques Riou    | PCF       | 302          | 5.91         |             |             |
|           |                 |           |              |              |             |             |
| Inscrits  | Inscrits        | Inscrits  | 7 293        |              | 7 294       |             |
| Votants   | Votants         | Votants   | 5 185        | 71.10        | 5 258       | 72.09       |
| Exprimés  | Exprimés        | Exprimés  | 5 114        | 98.63        | 5 228       | 99.43       |

*sortant

### Canton de Plouzévédé
|          | Christophe Roué    | MRP      | 2 734 | 53.62 |  |  |
|          | Yves-Marie Caill * | URD      | 2 338 | 45.85 |  |  |
|          |                    |          |       |       |  |  |
| Inscrits | Inscrits           | Inscrits | 7 752 |       |  |  |
| Votants  | Votants            | Votants  | 5 289 | 68.23 |  |  |
| Exprimés | Exprimés           | Exprimés | 5 099 | 96.41 |  |  |

*sortant

### Canton de Saint-Pol-de-Léon
Alain Budes de Guébriant (URD), ne se représente pas. 
|          | Henri Le Sann   | MRP      | 6 725  | 57.80 |  |  |
|          | Louis Denniélou | Rad-Soc  | 4 907  | 42.17 |  |  |
|          |                 |          |        |       |  |  |
| Inscrits | Inscrits        | Inscrits | 15 766 |       |  |  |
| Votants  | Votants         | Votants  | 11 800 | 74.84 |  |  |
| Exprimés | Exprimés        | Exprimés | 11 365 | 98.60 |  |  |

*sortant

### Canton de Landivisiau
Gabriel Pouliquen (URD), ne se représente pas.
|          | Joseph Pinvidic | URD (*)  | 5 306 | 85.58 |  |  |
|          | Jean Quélen     | PCF      | 856   | 13.81 |  |  |
|          |                 |          |       |       |  |  |
| Inscrits | Inscrits        | Inscrits | 8 880 |       |  |  |
| Votants  | Votants         | Votants  | 6 339 | 71.39 |  |  |
| Exprimés | Exprimés        | Exprimés | 6 200 | 97.81 |  |  |

*sortant

### Canton de Saint-Thégonnec
Michel Monnier (Rép.Ind), ne se représente pas. 
|          | François Coat       | Rad-Soc  | 2 627 | 64.58 |  |  |
|          | François Guyomarc'h | PCF      | 1 441 | 35.42 |  |  |
|          |                     |          |       |       |  |  |
| Inscrits | Inscrits            | Inscrits | 5 875 |       |  |  |
| Votants  | Votants             | Votants  | 4 225 | 71.91 |  |  |
| Exprimés | Exprimés            | Exprimés | 4 068 | 96.28 |  |  |

*sortant

### Canton de Plouigneau
Émile Le Roux (SFIO), ne se représente pas. 
|          | Armand Prigent | SFIO (*) | 2 484 | 50.39 |  |  |
|          | Jean Bourhis   | MRP      | 1 095 | 22.21 |  |  |
|          | Jean Menou     | PCF      | 1 023 | 20.75 |  |  |
|          | Albert Cadiou  | UDSR     | 328   | 6.65  |  |  |
|          |                |          |       |       |  |  |
| Inscrits | Inscrits       | Inscrits | 7 481 |       |  |  |
| Votants  | Votants        | Votants  | 5 012 | 67.00 |  |  |
| Exprimés | Exprimés       | Exprimés | 4 929 | 98.34 |  |  |

*sortant

### Canton de Sizun
| Candidats | Candidats        | Étiquette | Premier tour | Premier tour | Second tour | Second tour |
| Candidats | Candidats        | Étiquette | Voix         | %            | Voix        | %           |
| --------- | ---------------- | --------- | ------------ | ------------ | ----------- | ----------- |
|           | François Boucher | URD       | 1 225        | 33.53        | 1 604       | 46.34       |
|           | Pierre Mazé *    | Rad-Soc   | 1 220        | 33.40        | 1 857       | 53.66       |
|           | François Manac'h | SFIO      | 1 168        | 31.97        |             |             |
|           | Guy Lagadec      | PCF       | 41           | 1.12         |             |             |
|           |                  |           |              |              |             |             |
| Inscrits  | Inscrits         | Inscrits  | 4 460        |              | 4 457       |             |
| Votants   | Votants          | Votants   | 3 669        | 82.26        | 3 555       | 79.76       |
| Exprimés  | Exprimés         | Exprimés  | 3 653        | 99.56        | 3 461       | 97.36       |

*sortant

### Canton de Plouescat
|          | Robert Debled      | URD      | 3 234 | 54.82 |  |  |
|          | Pierre Trémintin * | MRP      | 2 654 | 44.99 |  |  |
|          |                    |          |       |       |  |  |
| Inscrits | Inscrits           | Inscrits | 7 752 |       |  |  |
| Votants  | Votants            | Votants  | 5 289 | 68.23 |  |  |
| Exprimés | Exprimés           | Exprimés | 5 099 | 96.41 |  |  |

*sortant

### Canton de Quimperlé
|          | Alain Le Louédec * | UDSR     | 4 702  | 67.44 |  |  |
|          | Yves Dérédec       | PCF      | 2 270  | 32.56 |  |  |
|          |                    |          |        |       |  |  |
| Inscrits | Inscrits           | Inscrits | 10 945 |       |  |  |
| Votants  | Votants            | Votants  | 7 076  | 64.65 |  |  |
| Exprimés | Exprimés           | Exprimés | 6 972  | 98.53 |  |  |

*sortant

### Canton de Pont-Aven
François Cadoret (Rad-Soc) élu depuis 1922, ne se représente pas. 
| Candidats | Candidats         | Étiquette | Premier tour | Premier tour | Second tour | Second tour |
| Candidats | Candidats         | Étiquette | Voix         | %            | Voix        | %           |
| --------- | ----------------- | --------- | ------------ | ------------ | ----------- | ----------- |
|           | Pierre Vautrain   | MRP       | 2 542        | 35.87        | 3 345       | 38.35       |
|           | Jean Le Cœur      | Soc.ind   | 1 996        | 28.17        | 2 689       | 30.83       |
|           | Pierre Autret     | PCF       | 1 868        | 26.36        | 2 689       | 30.83       |
|           | Raymond Le Falher | Soc.ind   | 350          | 4.94         |             |             |
|           | Marcel Philippe   | SFIO      | 330          | 4.66         |             |             |
|           |                   |           |              |              |             |             |
| Inscrits  | Inscrits          | Inscrits  | 12 338       |              | 12 338      |             |
| Votants   | Votants           | Votants   | 7 178        | 58.18        |             |             |
| Exprimés  | Exprimés          | Exprimés  | 7 086        | 98.72        | 8 723       |             |

*sortant

### Canton de Scaër
Henri Croissant (Rad-Soc) élu depuis 1925, ne se représente pas. 
|          | Joseph Croissant | MRP      | 3 055 | 50.05 |  |  |
|          | Pierre Salaün    | PCF      | 3 049 | 49.95 |  |  |
|          |                  |          |       |       |  |  |
| Inscrits | Inscrits         | Inscrits | 7 960 |       |  |  |
| Votants  | Votants          | Votants  | 6 167 | 77.47 |  |  |
| Exprimés | Exprimés         | Exprimés | 6 104 | 98.98 |  |  |

*sortant

### Canton de Bannalec
Yves Tanguy (Rad-Soc) élu depuis 1910, est mort en 1943
| Candidats | Candidats       | Étiquette   | Premier tour | Premier tour | Second tour | Second tour |
| Candidats | Candidats       | Étiquette   | Voix         | %            | Voix        | %           |
| --------- | --------------- | ----------- | ------------ | ------------ | ----------- | ----------- |
|           | Émile Faou      | PCF         | 1 980        | 34.08        | 2 779       | 44.56       |
|           | Christophe Féou | Rad-Soc (*) | 1 716        | 29.54        | 3 444       | 55.22       |
|           | Emmanuel Robin  | SFIO        | 1 315        | 22.63        |             |             |
|           | Alain Guyader   | Soc.ind     | 739          | 12.72        |             |             |
|           |                 |             |              |              |             |             |
| Inscrits  | Inscrits        | Inscrits    | 4 460        |              | 4 457       |             |
| Votants   | Votants         | Votants     | 3 669        | 82.26        | 3 555       | 79.76       |
| Exprimés  | Exprimés        | Exprimés    | 3 653        | 99.56        | 3 461       | 97.36       |

*sortant

### Canton d'Arzano
|          | Jean Fichoux * | MRP      | 1 984 | 90.93 |  |  |
|          |                |          |       |       |  |  |
| Inscrits | Inscrits       | Inscrits | 3 202 |       |  |  |
| Votants  | Votants        | Votants  | 2 182 | 68.14 |  |  |
| Exprimés | Exprimés       | Exprimés | 1 994 | 91.38 |  |  |

*sortant

### Canton de Quimper
Jean-Louis Tanguy (URD) élu depuis 1937, ne se représente pas. 
| Candidats | Candidats     | Étiquette | Premier tour | Premier tour | Second tour | Second tour |
| Candidats | Candidats     | Étiquette | Voix         | %            | Voix        | %           |
| --------- | ------------- | --------- | ------------ | ------------ | ----------- | ----------- |
|           | Jean Le Berre | PCF       | 5 316        | 27.93        | 9 725       | 48.34       |
|           | Joseph Danion | MRP       | 4 902        | 25.76        | 10 394      | 51.66       |
|           | Yves Thépot   | SFIO      | 4 768        | 25.05        |             |             |
|           | Hervé Nader   | URD       | 4 047        | 21.26        |             |             |
|           |               |           |              |              |             |             |
| Inscrits  | Inscrits      | Inscrits  | 26 457       |              | 26 420      |             |
| Votants   | Votants       | Votants   | 19 231       | 72.69        | 20 350      | 77.02       |
| Exprimés  | Exprimés      | Exprimés  | 19 033       | 98.97        | 20 119      | 98.86       |

*sortant

### Canton de Rosporden
| Candidats | Candidats       | Étiquette | Premier tour | Premier tour | Second tour | Second tour |
| Candidats | Candidats       | Étiquette | Voix         | %            | Voix        | %           |
| --------- | --------------- | --------- | ------------ | ------------ | ----------- | ----------- |
|           | Jean Kergourlay | MRP       | 1 700        | 38.76        |             |             |
|           | Henri Goyat *   | Rad-Soc   | 1 545        | 34.95        | 3 046       | 84.24       |
|           | Joseph Le Coz   | PCF       | 933          | 21.11        |             |             |
|           | Jean Ranger     | SFIO      | 242          | 5.48         |             |             |
|           |                 |           |              |              |             |             |
| Inscrits  | Inscrits        | Inscrits  | 5 927        |              | 5 930       |             |
| Votants   | Votants         | Votants   | 4 460        | 75.25        | 3 616       | 60.98       |
| Exprimés  | Exprimés        | Exprimés  | 4 420        | 99.10        | 3 057       | 84.54       |

*sortant